# Morhange

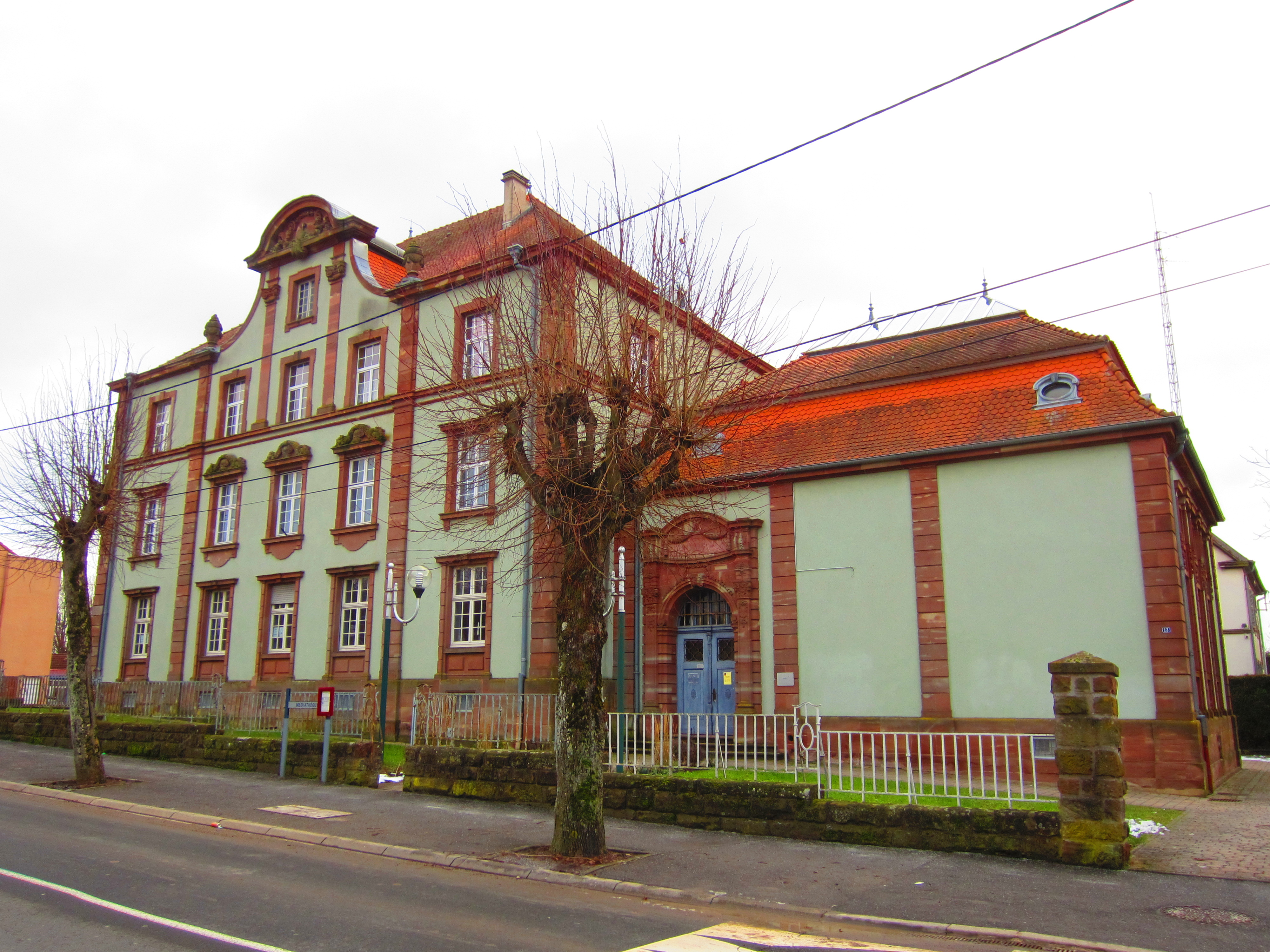
Ehemaliges Gerichtsgebäude

Morhange (deutsch Mörchingen) ist eine französische Stadt mit 3347 Einwohnern (Stand 1. Januar 2022) im Département Moselle in der Region Grand Est (bis 2015 Lothringen). Der Ort gehört zum Arrondissement Forbach-Boulay-Moselle.

## Geographie
Die Gemeinde liegt in Lothringen, 44 Kilometer südöstlich von Metz, 46 Kilometer südwestlich von Forbach und zehn Kilometer südwestlich von Grostenquin (Großtänchen), ungefähr in der Mitte zwischen Saarbrücken und Nancy, etwa jeweils 50 Kilometer von Nancy und Saarbrücken entfernt.

## Geschichte
Wie Grabfunde belegen, war die Gegend bereits im Altertum besiedelt.  Alte Ortsbezeichnungen sind Morhangia (1245), Morehenges (1252), Morhanges (1329), Morchingen (1403), Meurichingen (1410), Mörchlingen (1560), Merchingen (1645) und Morhange de la Haute Tour (1779) zur Zeit der Französischen Revolution.
Mörchingen befand sich im Mittelalter im Besitz der nach dem Ort Finstingen benannten Herren von Vinstingen und war seit dem 12. Jahrhundert Hauptort einer bedeutenden Grafschaft, die ein lothringisches Lehen war und durch Heirat in den Besitz der Wild- und Rheingrafen gelangte. Im 13. Jahrhundert hat Henri IV. Comte de Salm (ca. 1220–1292) Salinen anlegen lassen, um die salzigen Quellen in der Nähe zu nutzen. Die Grafschaft wurde 1736 an die Familie Grandville Elliot gegeben und ging bald darauf durch Kauf an die Grafen von Helmstadt.
Anfang des 17. Jahrhunderts war Mörchingen viel größer, von hohen Mauern umgeben und hatte zwei hohe Türme sowie zwei Schlösser. Im Dreißigjährigen Krieg wurde die Stadt zerstört. Die Franzosen bemächtigten sich schon 1639 unter dem Marschall du Hallier der Stadt. Zu Beginn der Französischen Revolution befand sich die Grafschaft Mörchingen im Besitz des Reichsfreiherrn Pleikart Maximilian Augustin von Helmstatt, der 1792 durch Nachweis seiner Reichsunmittelbarkeit versuchte, seine Besitzungen vor der Einverleibung in den französischen Staat zu bewahren.
Durch den Frieden von Frankfurt vom 10. Mai 1871 kam Mörchingen als lothringische Kreisstadt zum Deutschen Reich und wurde dem Kreis Forbach im Reichsland Elsaß-Lothringen angegliedert. 1890 wurde Mörchingen preußische Garnisonsstadt:

„Eine neue Kasernopolis wird in nicht allzulanger Zeit das lothringische Dorf Mörchingen bilden, denn nach dem neuen deutschen Reichshaushaltsetat sollen in diesen Ort nicht weniger als zwei Infanterie-Regimenter verlegt werden. Zu diesem Zwecke sind Kasernenbauten in Aussicht genommen und ein Garnisonslazareth, deren Kosten sich auf 3½ Millionen Mark belaufen. Einbegriffen sind auch Wohnungen für verheiratete Officiere. Mörchingen ist ein Dorf mit 1041 Einwohnern. In demselben wird also nach dem Plane der Regierung künftig die Militärbevölkerung die Civilbevölkerung um das vielfache übersteigen!“

In der Schlacht bei Mörchingen zu Beginn des Ersten Weltkrieges erlitt die französische 2. Armee unter General de Castelnau eine schwere Niederlage gegen die deutsche 6. Armee. 1919 bestimmte der Versailler Vertrag nach Kriegsende die Abtretung der Stadt an Frankreich. Von 1940 bis 1944 war die Stadt erneut dem Deutschen Reich angegliedert.
Während des Zweiten Weltkrieges wurde die Synagoge von Morhange von den Deutschen zerstört und die jüdischen Einwohner wurden deportiert.
Im Jahr 1992 gab die französische Armee ihre Garnison Morhange auf, was einen Bevölkerungsrückgang zur Folge hatte.

### Demographie
| Jahr | Einwohner | Anmerkungen |
| ---- | --------- | --- |
| 1793 | 1181      | [ 12 ] |
| 1821 | 1258      | [ 12 ] |
| 1841 | 1200      | [ 12 ] |
| 1866 | 1248      | [ 13 ] [ 12 ] |
| 1871 | 1172      | auf einer Fläche von 1483 ha, in 240 Häusern mit 288 Familien, darunter elf Evangelische und 48 Juden; nach anderen Angaben 1180 Einwohner                                                                                 |
| 1872 | 1172      | am 1. Dezember, in 240 Häusern |
| 1880 | 1109      | am 1. Dezember, auf einer Fläche von 1530 ha, in 225 Häusern, davon 988 Katholiken, 59 Evangelische und 49 Juden |
| 1885 | 1041      | [ 17 ] |
| 1890 | 3690      | mit der seit 1890 bestehenden Garnison (1716 Mann), in 292 Häusern mit 421 Haushaltungen, davon 2498 Katholiken, 1124 Protestanten, drei sonstige Christen und 64 Juden(eine Person ohne Angabe der Glaubensbekenntnisses) |
| 1905 | 7040      | mit der Garnison (Stab der 65. Infanteriebrigade, des 17. und 144. Infanterieregiments, der 2. Abteilung des 70. Feldartillerieregiments und der 4. Schwadron des 14. Ulanenregiments)                                     |
| 1910 | 6966      | am 1. Dezember, auf einer Fläche von 1530 ha, mit der Garnison |

| Anzahl Einwohner seit Ende des Zweiten Weltkriegs | Anzahl Einwohner seit Ende des Zweiten Weltkriegs | Anzahl Einwohner seit Ende des Zweiten Weltkriegs | Anzahl Einwohner seit Ende des Zweiten Weltkriegs | Anzahl Einwohner seit Ende des Zweiten Weltkriegs | Anzahl Einwohner seit Ende des Zweiten Weltkriegs | Anzahl Einwohner seit Ende des Zweiten Weltkriegs | Anzahl Einwohner seit Ende des Zweiten Weltkriegs | Anzahl Einwohner seit Ende des Zweiten Weltkriegs |
| ------------------------------------------------- | ------------------------------------------------- | ------------------------------------------------- | ------------------------------------------------- | ------------------------------------------------- | ------------------------------------------------- | ------------------------------------------------- | ------------------------------------------------- | ------------------------------------------------- |
| Jahr                                              | 1962                                              | 1968                                              | 1975                                              | 1982                                              | 1990                                              | 1999                                              | 2007                                              | 2019                                              |
| Einwohner                                         | 4170                                              | 4478                                              | 4724                                              | 4674                                              | 4460                                              | 4050                                              | 3867                                              | 3408                                              |

## Soldatenfriedhof Morhange

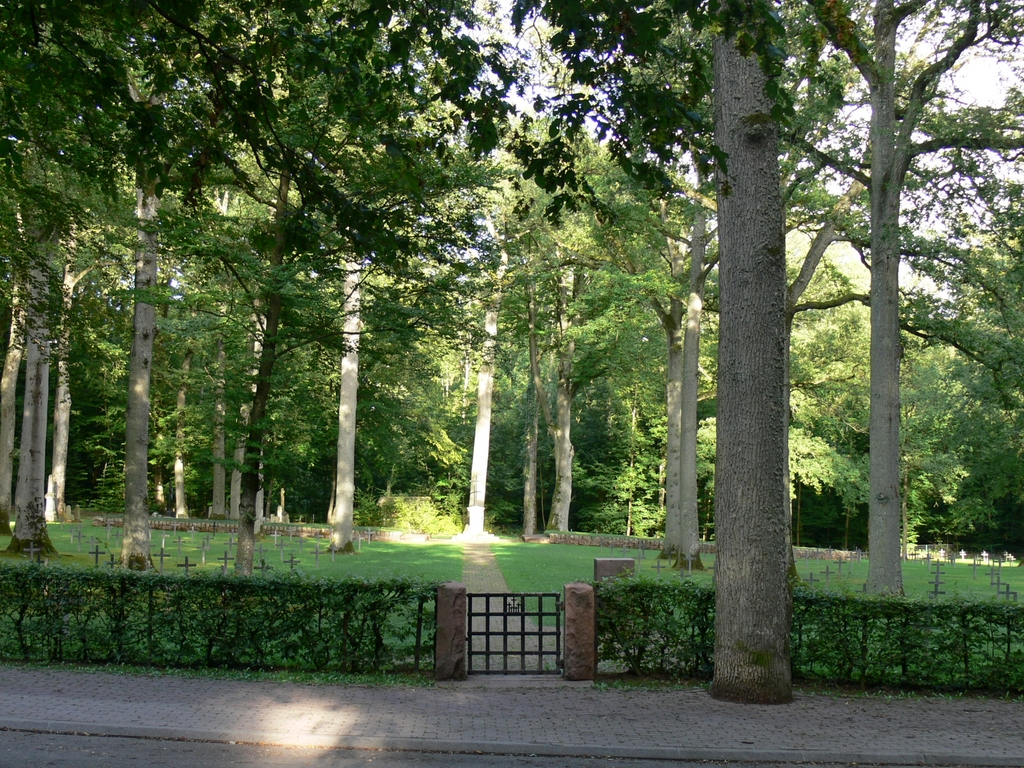
Eingang des Soldatenfriedhofes

Östlich des Bahnhofes am Rande des Hellenwaldes befindet sich ein deutscher Soldatenfriedhof. Er wurde im August 1914 als Teil des schon länger bestehenden Garnisonsfriedhofes angelegt, um im Rahmen der Grenzschlachten gefallene Soldaten aufzunehmen. Nach Kriegsende wurden die Verstorbenen französischer Nationalität an einen anderen Platz verlegt und stattdessen die Überreste deutscher Gefallener aus der Umgebung an diesen Platz umgebettet, außerdem Opfer der Stellungskriege der Jahre 1915–1918 sowie im Lazarett Verstorbene. Heute liegen dort 4754 deutsche Kriegstote, davon 1966 in Einzelgräbern, die übrigen in zwei Gemeinschaftsgräbern, begraben.

## Ehemalige Bismarcksäule
Auf einer Anhöhe nördlich des Stadtkerns wurde am 25. August 1901 die erste von insgesamt nur zwei Bismarcksäulen im Reichsland Elsaß-Lothringen eingeweiht. Beide Säulen waren vom Typ Götterdämmerung. Während die Säule von Morhange im November 1918 abgerissen wurde, blieb die andere, auf dem Berg St. Quentin in der Nähe von Scy-Chazelles gelegen, erhalten.

## Verkehr

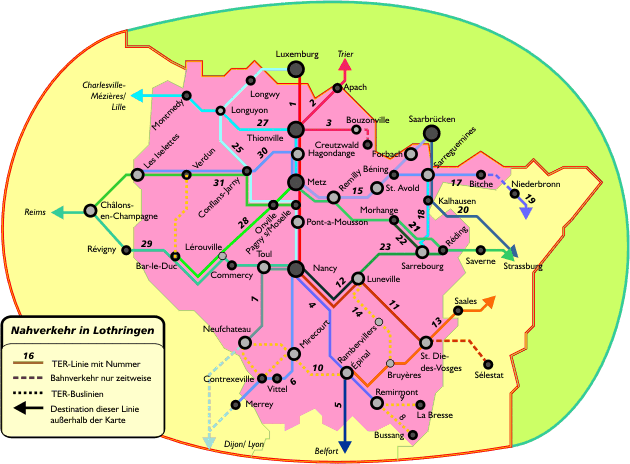
Lage Morhanges im lothringischen Eisenbahnnetz

Beim Bau der Eisenbahnstrecke von Rémilly nach Rieding durch die Reichseisenbahnen in Elsaß-Lothringen 1877 wurde eine Streckenführung gewählt, die nordöstlich an Mörchingen vorbeiführte. An dieser erhielt der Ort einen Bahnhof (ursprünglicher Name Mörchingen-Baronweiler) in etwa drei Kilometern Entfernung zum Zentrum. Ab 1911 verband eine Dampfstraßenbahn Bahnhof und Ort miteinander. Bereits 1914 wurde der Betrieb aufgrund der Kriegsereignisse vorübergehend, ab 1917 dann endgültig eingestellt. Heute verkehren am Bahnhof Morhange die Eisenbahnlinien 21 und 22 des TER Lorraine (Metrolor). Das Angebot umfasst täglich knapp zehn Züge je Richtung von und nach Metz einerseits bzw. Saarburg und Straßburg andererseits.
Durch den Ort und quer zur Eisenbahnstrecke verläuft die Departementsstraße D674 von Saargemünd nach Nancy. Bis zu ihrer Abstufung im Jahre 2006 war die Straße als Route nationale 74 klassifiziert.

## Städtepartnerschaft
Seit 1974 besteht eine Partnerschaft mit Feuchtwangen.

## Persönlichkeiten
- Tilla Briem (1908–1980), deutsche Opernsängerin (Sopran) und Professorin an der Musikhochschule Hannover
- Annemarie von Gabain (1901–1993), deutsche Turkologin
- Eckart Hachfeld (1910–1994), deutscher Schriftsteller, Texter und Drehbuchautor
- Hans-Joachim Kahler (1908–2000), deutscher Offizier, zuletzt Generalmajor im Zweiten Weltkrieg
- Joseph M. Piel (1903–1992), deutscher Romanist.